# Á Dølunum
Á Dølunum är en vik i Färöarna (Kungariket Danmark).   Den ligger i sýslan Streymoyar sýsla, i den centrala delen av landet, 9 km väster om huvudstaden Torshamn.